# 锡拉科加
锡拉科加（英文：Sylacauga），是美国阿拉巴马州下属的一座城市。面积约为19.49平方英里（约合50.47平方公里）。根据2010年美国人口普查，该市有人口12,749人，人口密度为654.16/平方英里（约合252.61/平方公里）。